# Aukrug
Aukrug är en kommun i Kreis Rendsburg-Eckernförde i det tyska förbundslandet Schleswig-Holstein. Aukrug, som består av byarna innan 1969 kommuner Bargfeld, Böken, Bünzen, Innien och Homfeld, har cirka 4 000 invånare.
Kommunen ingår i kommunalförbundet Amt Mittelholstein tillsammans med ytterligare 29 kommuner.

## Vänorter
- Sièn, Burkina Faso[4]